# Institut de recherche en biologie moléculaire
L’Institut de recherche en biologie moléculaire (communément appelé IMP pour Research Institute of Molecular Pathology) est un organisme de recherche biomédicale qui mène des recherches fondamentales axées sur les applications dans le domaine des sciences de la vie moléculaire.
L’IMP fait partie du Vienna Biocenter (VBC) à Vienne (Autriche). L’institut emploie environ 270 personnes de 40 pays, dont environ 230 scientifiques. La langue de travail à l’IMP est l’anglais. L’IMP a été fondé en 1985 et est financé par l’entreprise pharmaceutique Boehringer Ingelheim ainsi que par différents organismes.

## Recherche

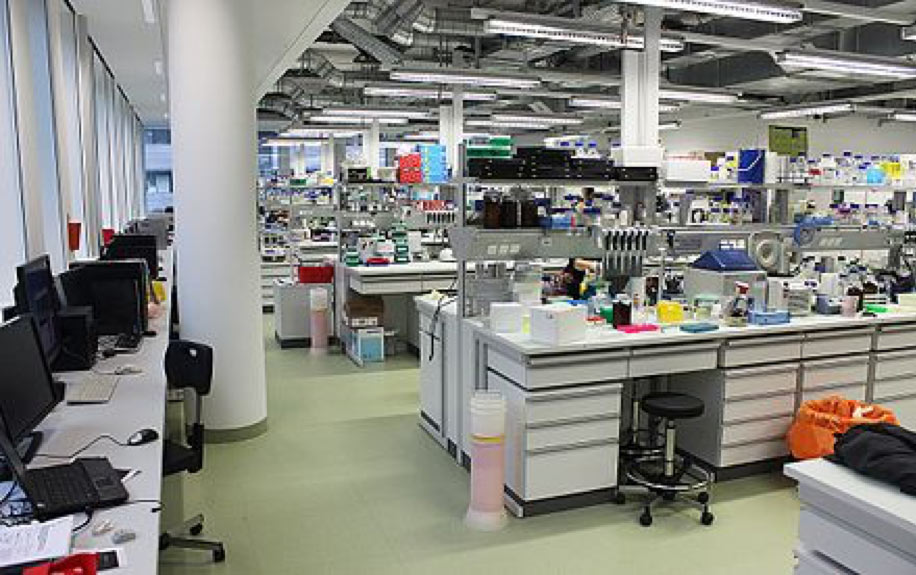
Laboratoire de l’IMP. Jusqu'à trois groupes de recherche partagent un laboratoire de manière à soutenir la communication et les échanges..

L'IMP comprend 15 groupes de recherche indépendants qui mènent des recherches de biologie fondamentale dans les domaines suivants :
- Biologie moléculaire et cellulaire
- Biologie structurale et biochimie
- Expression génétique et recherche sur les chromosomes
- Biologie et développement des cellules souches
- Immunologie et recherche sur le cancer
- Neurosciences

## Publications, prix et distinctions
Les scientifiques de l’IMP publient chaque année entre 60 et 90 publications dans des médias internationaux spécialisés[réf. nécessaire]. Entre 1985 et 2017, plus de 2000 rapports de recherches ont été publiés. 93 brevets ont été déposés depuis 1985 sur la base des découvertes réalisées à l’Institut. Depuis la mise en place de ce programme en 2007, 17 subventions ERC ont été accordées à des membres du corps professoral de l’IMP. En 2018, environ deux tiers d'entre eux étaient bénéficiaires de subventions ERC Cinq membres du corps professoral de l'IMP ont reçu des prix Wittgenstein depuis 1996. Environ un tiers des enseignants sont des membres élus de l'EMBO. En 2017, Kim Nasmyth a reçu le prix de la perçée majeure en sciences de la vie pour ses travaux sur la cohésion qu'il avait réalisés à l'IMP. Un an plus tard, son ancienne doctorante de l'IMP, Angelika Amon, a reçu le même prix.

### Installations
L’IMP exploite un certain nombre de pôles de services très coûteux en coopération avec IMBA et GMI. Ceux-ci sont à la disposition des scientifiques de tous les instituts en tant que service interne et comprennent entre autres la bio-informatique, la bio-optique (microscopie), la médecine comparative, la spectroscopie de masse, la chimie des protéines ainsi que la bibliothèque Max-Perutz.
Outre les pôles de services de l’institut, les chercheurs de l’IMP peuvent également profiter des installations du Vienna Biocenter. En plus des pôles de services scientifiques comme la microscopie, la bio-informatique, la microscopie électronique, l’histopathologie, la métabolomique, le séquençage, la culture de plantes, l’imagerie préclinique, les technologies protéiques et le Vienna Drosophila Ressource Center, les chercheurs ont également à disposition un jardin d’enfants.

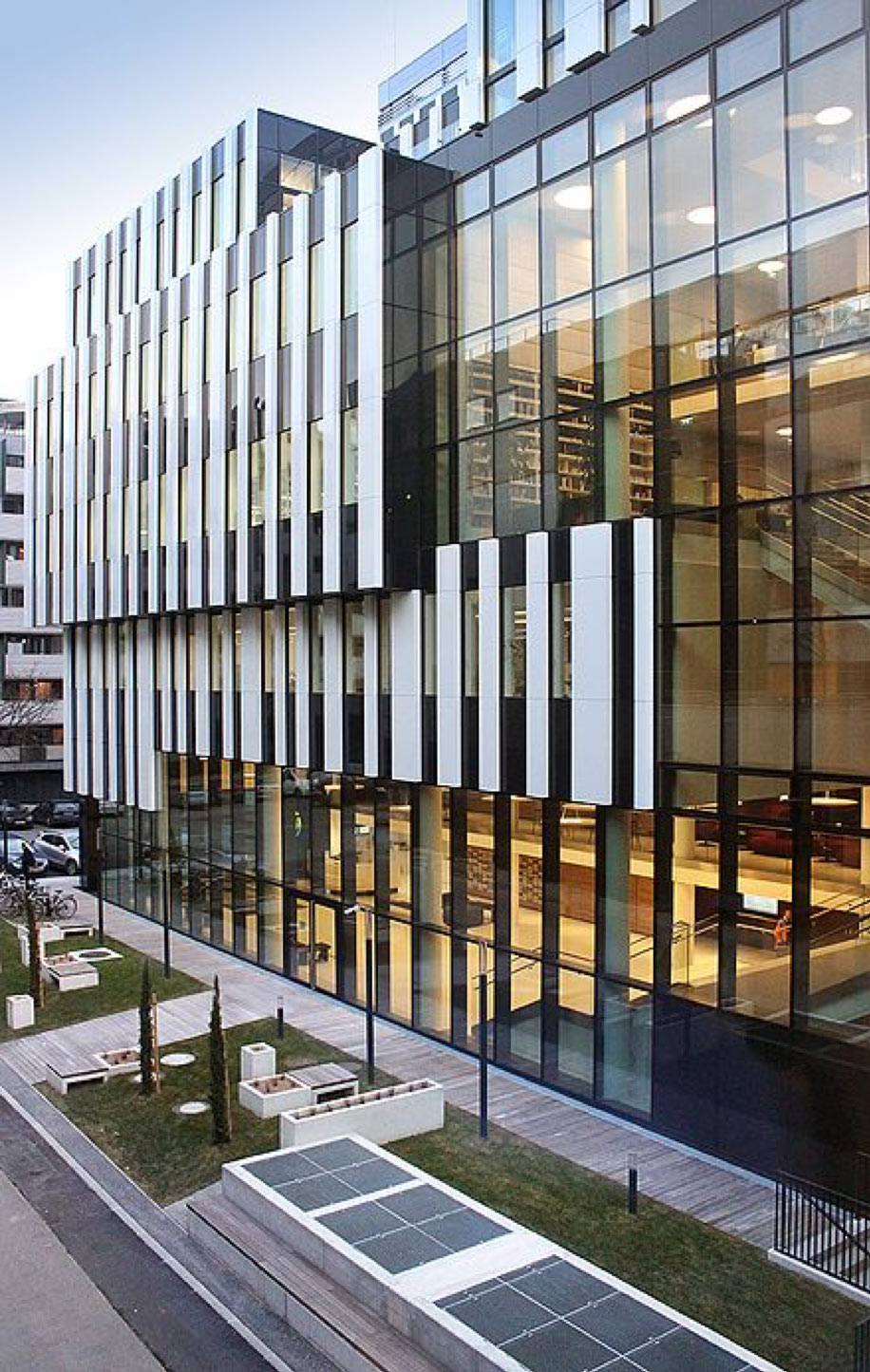
Institut de recherche en biologie moléculaire (IMP), vue extérieure

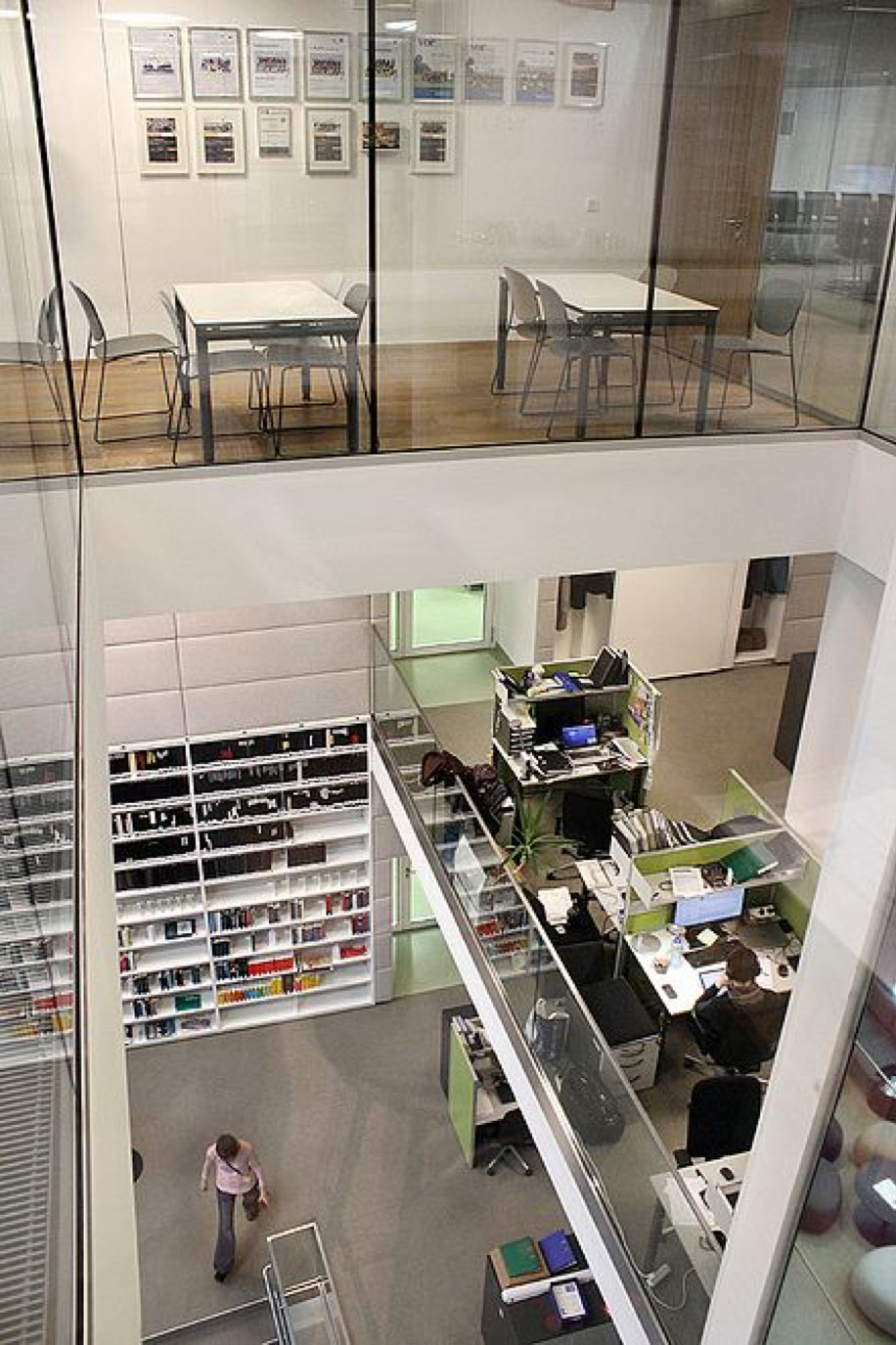
Architecture à deux niveaux, mélangeant différents étages et fonctions du nouveau bâtiment de l’IMP.

## Histoire
L’IMP a été fondé en 1985 en tant que projet commun des entreprises Boehringer Ingelheim et Genentech. L’institut débuta ses activités en 1988 sous la direction scientifique de Max Birnstiel (en).
En 1992, trois instituts des facultés de sciences naturelles et de médecine de l’université de Vienne se sont installés dans un bâtiment voisin, base des actuels Max F. Perutz Laboratories (en). Par la suite, le site prit le nom de « Vienna Biocenter » (VBC) et fut constamment développé.
En 1993, Boehringer Ingelheim reprit toutes les actions IMP de Genentech. En 1997, Kim Nasmyth prend la direction scientifique de l’IMP.
En 2006, deux instituts de l’Académie autrichienne des sciences démarrèrent leur activité : l’Institut de biologie moléculaire (IMBA) et l’Institut de biologie moléculaire des plantes Gregor Mendel (GMI), qui par la suite coopèreront étroitement avec l’IMP. La même année, Barry Dickson devient directeur scientifique de l’IMP.
Depuis 2013, Jan-Michael Peters est le directeur scientifique de l’IMP, Harald Isemann en est le directeur commercial depuis 2004. En 2016, l’IMP déménagea dans le nouveau bâtiment intégralement conçu par ATP architekten ingenieure (Vienne), officiellement inauguré le 1er mars 2017.

## Programme de doctorat
Le VBC PhD Programme est un programme doctoral international soutenu conjointement par les quatre instituts de recherche du Vienna Biocenter (IMP, IMBA, GMI und MFPL). L’admission au programme se fait par le biais d’un processus de sélection complet deux fois par an (le 30 avril et le 15 novembre). La participation au programme de doctorat VBC est une condition préalable pour travailler en tant que doctorant à l’IMP.

## Bâtiment
Le bâtiment actuel de l’IMP du Campus-Vienne-Biocentre 1 a été inauguré en 2017. Il comprend 15 000 mètres carrés de surface brute et 8 000 mètres carrés de surface nette, répartis sur huit niveaux.
Le bâtiment comprend 3 000 mètres carrés dédiés aux laboratoires et 2 000 mètres carrés aux bureaux. Son amphithéâtre peut accueillir jusqu'à 280 personnes. Le bâtiment dispose de six salles de séminaires et d'installations techniques. Certaines installations telles que la cafétéria, mais aussi les salles scientifiques, sont ouvertes au personnel d'autres entités du Biocentre de Vienne et le bâtiment de l’IMP est relié au bâtiment voisin, l'Institut de biotechnologie moléculaire, par un pont
Plusieurs caractéristiques du bâtiment font référence à la recherche biologique : les rayures de la façade ressemblent à des bandes d'ADN comme on le voit dans l'électrophorèse sur gel, les coupoles en verre de l'ascenseur central sont recouvertes de feuilles dichroïques qui sont également utilisées dans les filtres pour microscopie optique. Le coût du projet de 52 millions d'euros a été pris en charge par Boehringer Ingelheim, sponsor principal de l'IMP.

## Conseil scientifique consultatif
Pour vérifier son niveau scientifique, l’IMP s’appuie notamment sur son conseil consultatif scientifique (Scientific Advisory Board ou SAB) qui se compose de scientifiques établis. Celui-ci se réunit une fois par an. La présidente du SAB est en 2017 Leslie Vosshall de l'université Rockefeller. Les autres membres sont Angelika Amon (Massachusetts Institute of Technology), Hans Clevers (Hubrecht Institute), Michael Hausser (University College de Londres); Norbert Kraut (Boehringer Ingelheim), Dan Littman (New York University Langone Medical Center), Ruslan Medzhitov (Yale School of Medicine/HHMI), Tom Rapoport (Harvard Medical School) et Dirk Schübeler (Friedrich Miescher Institute).

## Financement
Le budget pour le fonctionnement de l’IMP est fourni par Boehringer Ingelheim. Des fonds supplémentaires essentiels sont disponibles grâce aux subventions de projets gagnées par les groupes de travail. Les principaux organismes de financement sont notamment le Fonds autrichien pour la promotion de la recherche scientifique (FWF), l’Agence autrichienne de promotion de la recherche (FFG), le Fonds viennois pour la science et la technologie (WWTF), le Conseil européen de la recherche (ERC), le Programme scientifique Frontières humaines (HFSP) et d’autres organismes nationaux et internationaux.

## Notables
La recherche est menée dans 15 groupes de travail indépendants, dirigés chacun par un responsable de groupe :
- Meinrad Busslinger : Différenciation des cellules souches et hématopoïèse
- Tim Clausen : Mécanismes moléculaires du contrôle de la qualité des protéines
- Jan-Michael Peters : mitose et biologie chromosomique
- Alexander Stark : biologie systémique des motifs et réseaux régulateurs - vers la compréhension de l'expression génique à partir de la séquence d'ADN
- Elly Tanaka : Mécanismes moléculaires de la régénération des vertébrés.

### Alumni
- Angelika Amon, étudiante en master/doctorante, 1989-1993
- Denise Barlow, responsable de groupe, 1988-1996
- Hartmut Beug, scientifique senior 1988-2010
- Adrian Bird, scientifique senior 1987-1990
- Max Birnstiel, directeur 1989-1996
- Barry Dickson, responsable de groupe 1998-2002; directeur 2006-2012
- Thomas Jenuwein, responsable de groupe / scientifique senior 1993-2008
- Kim Nasmyth, scientifique senior / directeur 1989-2003
- Giulio Superti-Furga, doctorant 1988-1990
- Frank Uhlmann, post doctorant 1997-2000
- Erwin Wagner (en), scientifique senior / sous-directeur 1988-2008
- Martin Zenke, responsable de groupe 1988-1995